# Titularbistum Arae in Numidia
Arae in Numidia (italienisch Are di Numidia) ist ein Titularbistum der römisch-katholischen Kirche.
Die in Nordafrika gelegene Stadt war ein alter römischer Bischofssitz, der im 7. Jahrhundert mit der islamischen Expansion unterging. Er lag in der römischen Provinz Numidien.
| Titularbischöfe von Arae in Numidia |                                               |                                              |                 |                    |
| Nr.                                 | Name                                          | Amt                                          | von             | bis                |
| 1                                   | José Gabriel Díaz Cueva                       | Weihbischof in Guayaquil (Ecuador)           | 13. Januar 1964 | 25. Juni 1968      |
| 2                                   | Endre Hamvas Titularerzbischof pro hac vice   | emeritierter Erzbischof von Kalocsa (Ungarn) | 1969            | 4. April 1970      |
| 3                                   | José Gea Escolano                             | Weihbischof in Valencia (Spanien)            | 25. März 1971   | 10. September 1976 |
| 4                                   | Martino Giusti Titularerzbischof pro hac vice | Kurienbischof                                | 24. Mai 1984    | 1. Dezember 1987   |
| 5                                   | John Gabriel                                  | Weihbischof in Bassein (Myanmar)             | 30. Januar 1988 | 7. Dezember 1989   |
| 6                                   | Thomas Dabre                                  | Weihbischof in Bombay (Indien)               | 2. April 1990   | 22. Mai 1998       |
| 7                                   | Paul Dahdah OCD                               | Apostolischer Vikar von Beirut (Libanon)     | 30. Juli 1999   |                    |